# Annamaria Nagy
Annamaria Nagy (3 settembre 1982) è una schermitrice ungherese, vincitrice di una medaglia d'argento ai campionati mondiali di scherma.

## Palmarès
In carriera ha conseguito i seguenti risultati:
- Mondiali di scherma

Lisbona 2002: argento nella sciabola a squadre.
- Europei di scherma

Mosca 2002: argento nella sciabola a squadre.